# Junonia vivida
Junonia vivida är en fjärilsart som beskrevs av Forbes 1928. Junonia vivida ingår i släktet Junonia och familjen praktfjärilar. Inga underarter finns listade i Catalogue of Life.